# 安東隆
安東 隆（あんどう たかし、1965年〈昭和40年〉7月28日 - ）は、日本の農林水産官僚。
近畿農政局長、水産庁次長、農林水産省大臣官房総括審議官、大分県副知事などを歴任。

## 来歴
広島県広島市出身。灘高等学校を経て、1989年（平成元年）3月、東京大学法学部を卒業。同年4月、農林水産省へ入省。
入省後、TPP対策などに携わり、農林水産省大臣官房政策課調査官、林野庁林政部経営課長、同庁林政部企画課長、農林水産省大臣官房参事官、内閣官房内閣参事官、生産局総務課長、大分県副知事、内閣官房内閣審議官などを歴任。
2021年（令和3年）7月1日、農林水産省大臣官房総括審議官に就任。
2022年（令和4年）6月16日、水産庁次長に就任。
2023年（令和5年）7月4日、農林水産省大臣官房付に異動。同年7月11日、近畿農政局長に就任。
2024年（令和6年）7月5日、関東農政局長に就任。

## 年譜
- 1989年（平成元年）
  - 3月 - 東京大学法学部卒業[1]
  - 4月 - 農林水産省入省[1]
- 2005年（平成17年）4月 - 農林水産省農村振興局総務課調査官[1]
- 2006年（平成18年）4月 - 農林水産省大臣官房企画評価課調査官[1]
- 2007年（平成19年）7月 - 農林水産省農村振興局企画部農村政策課都市農業・地域交流室長[1]
- 2008年（平成20年）8月 - 農林水産省大臣官房政策課調査官[1]
- 2009年（平成21年）7月 - 林野庁林政部経営課長[1]
- 2011年（平成23年）2月 - 林野庁林政部企画課長[1]
- 2012年（平成24年）
  - 9月 - 農林水産省大臣官房参事官兼内閣官房内閣参事官（内閣総務官室）[1]
  - 12月 - 農林水産省大臣官房参事官兼内閣官房内閣参事官（内閣官房副長官補付）[1]
- 2015年（平成27年）
  - 10月 - 農林水産省大臣官房付兼内閣官房内閣参事官（内閣官房副長官補付）[1]
  - 10月 - 農林水産省生産局総務課長[1]
- 2017年（平成29年）6月 - 大分県副知事[1]
- 2019年（令和年）10月 - 農林水産省大臣官房付[1]
- 2020年（令和2年）
  - 1月 - 内閣官房内閣審議官（内閣官房副長官補付）[1]
  - 1月 - 内閣官房消費税価格転嫁等対策推進室長[1]
  - 1月 - 内閣官房TPP等政府対策本部審議官[1]
- 2021年（令和3年）
  - 4月 - 内閣官房内閣審議官（内閣官房副長官補付）[1]
  - 4月 - 内閣官房TPP等政府対策本部審議官[1]
  - 7月 - 農林水産省大臣官房総括審議官[10]
- 2022年（令和4年）6月 - 水産庁次長[7]
- 2023年（令和5年）7月 - 農林水産省近畿農政局長[5][6]
- 2024年（令和6年）7月 - 農林水産省関東農政局長[3][4]